# Pangio myersi
Pangio myersi es una especie de pez de la familia Cobitidae en el orden de los Cypriniformes.

## Morfología
• Los machos pueden llegar alcanzar los 10 cm de longitud total.

## Hábitat
Vive en zonas de clima tropical.

## Distribución geográfica
Se encuentra en la  cuenca del río Mekong y al sureste de Tailandia

## Observaciones
Es una especie popular en acuariofilia.